# Nagarjuna
Nagarjuna (fl. século II) foi um filósofo budista da Índia que articulou a doutrina do vazio (suniata) e é tradicionalmente considerado como o fundador da escola Madiamaca ("Caminho do Meio"), uma importante tradição da filosofia budista maaiana.

## Vida
Pouco se sabe sobre sua vida. Estudiosos geralmente o situam no sul da Índia durante o século II, enquanto os relatos tradicionais afirmam que viveu 400 anos após o Buda ter passado para o nirvana (c. século V-IV a.C.). Algumas biografias também afirmam, no entanto, que viveu por 600 anos, aparentemente identificando-o com um segundo Nagarjuna conhecido por seus escritos tântricos (esotéricos). Duas das obras atribuídas a Nagarjuna são versos de conselho para um rei, sugerindo que alcançou alguma fama em vida. Outras fontes indicam que também serviu como abade de um mosteiro e que era o professor de Ariadeva, o autor de importantes textos Madiamaca. Numerosos comentários sobre as obras de Nagarjuna foram compostos na Índia, China e Tibete.
Embora seja mais conhecido no Ocidente por seus escritos sobre o vazio, especialmente conforme estabelecido em sua obra mais famosa, a Mulamadhyamakakarika (Versículos Fundamentais no Caminho do Meio), escreveu muitos outros trabalhos sobre uma vasta gama de tópicos. Escreveu como monge budista e defensor da escola maaiana, que enfatizava a ideia do bodisatva, ou aquele que busca se tornar um buda; em várias de suas obras, defendeu os sutras maaianas como as palavras autênticas do Buda. Compilou uma antologia, intitulada Sutrasamuccaya (Compêndio de Sutras), consistindo de passagens de 68 sutras, a maioria dos quais eram textos maaianas. Está particularmente associado com os sutras Prajnaparamita (Perfeição da Sabedoria). Segundo a lenda, recuperou do fundo do mar um sutra de perfeição de sabedoria que Buda havia confiado ao rei dos nagas (divindades da água) por segurança. Também compôs hinos de louvor a Buda e exposições da prática ética budista.

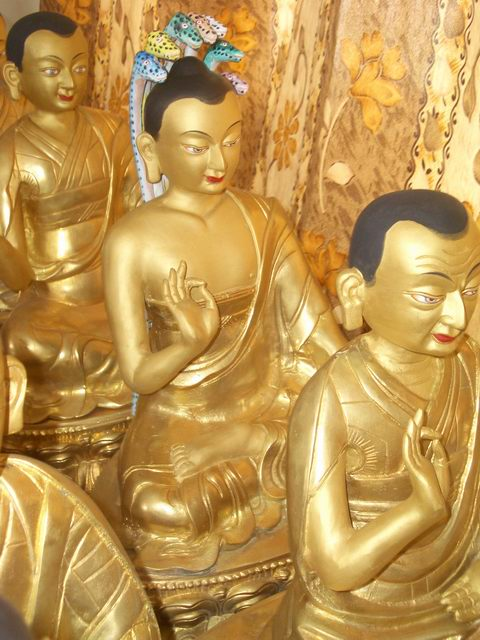
Estátua de Nagarjuna num mosteiro tibetano perto de Culu

Apesar de sua formação monástica, dirigiu seus trabalhos para uma variedade de audiências. Seus textos filosóficos eram às vezes dirigidos contra lógicos de escolas não-budistas, mas na maioria das vezes ofereciam críticas às doutrinas e suposições das escolas budistas não-maaianas, especialmente a Sarvastivada (literalmente, "Afirmando tudo o que existe"). Seu tema principal, porém, é o caminho do bodisatva à budaidade e o mérito e sabedoria que o bodisatva deve acumular para atingir a iluminação. Por sabedoria, Nagarjuna significava a perfeição da sabedoria, declarada nos sutras como o conhecimento do vazio. Acredita-se que tenha criado um sistema filosófico baseado nas declarações poéticas e às vezes paradoxais dos sutras sobre o vazio. É o pensador mais famoso da história do budismo depois do próprio Buda. Essa fama estava certamente presente nas culturas budistas da Ásia, mas foi aprimorada no Ocidente pela preservação de sua Mulamadhyamakakarika em sânscrito e seu estudo inicial por orientalistas. Estudiosos europeus inicialmente condenaram sua filosofia como niilista, mas gerações sucessivas consideraram-o como um filósofo sofisticado cujas visões são semelhantes às de uma variedade de pensadores europeus.

## Filosofia
Em seu primeiro sermão, Buda prescreveu um caminho do meio entre os extremos da autoindulgência e da mortificação. Nagarjuna, citando um sutra inicial, expandiu a noção do caminho do meio à esfera filosófica, identificando um caminho intermediário entre a existência e a não-existência, ou entre a permanência e a aniquilação. Para ele, a ignorância que é a fonte de todo sofrimento é a crença em svabava, um termo que significa literalmente “ser próprio” e foi traduzido como "existência intrínseca" e "natureza própria". É a crença de que as coisas existem autonomamente, de forma independente e permanente. Sustentar essa crença é sucumbir ao extremo da permanência. É igualmente errado, no entanto, acreditar que nada existe; esse é o extremo da aniquilação. O vazio, que para Nagarjuna é a verdadeira natureza da realidade, não é a ausência de existência, mas a ausência de existência intrínseca.

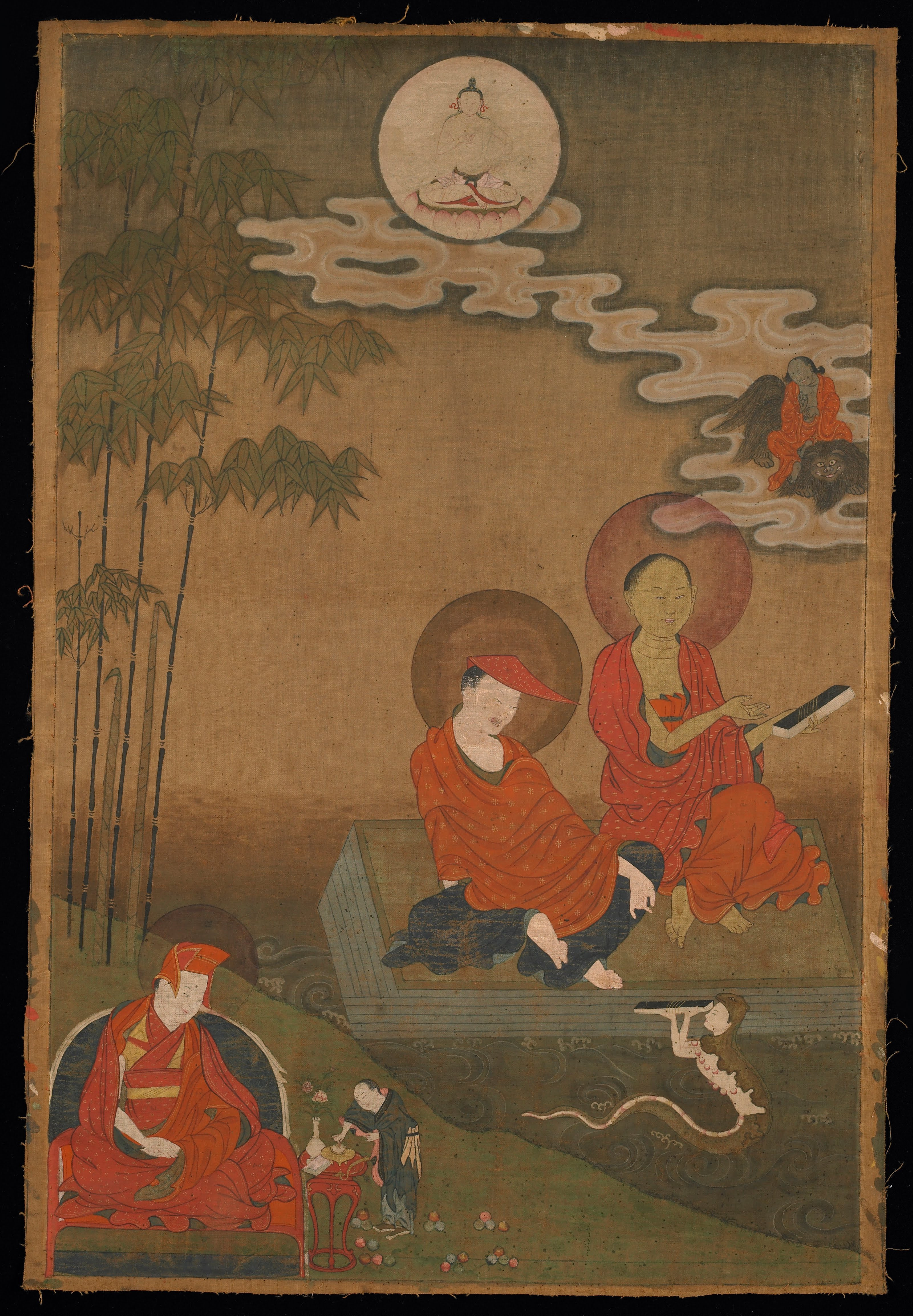
Nagarjuna e Ariadeva como dois grandes escolásticos budistas indianos, século XIX. Museu Rubin de Arte, Nova Iorque

Desenvolveu sua doutrina do vazio na Mulamadhyamakakarika. Examinando, entre outras coisas, o Buda, as Quatro Nobres Verdades e o nirvana, demonstra que cada um deles carece da autonomia e independência que lhe são falsamente atribuídas. Sua abordagem geralmente é considerar as várias maneiras pelas quais uma determinada entidade poderia existir e, em seguida, mostrar que nenhuma delas é sustentável por causa dos absurdos que seriam implicados. No caso de algo que é considerado o efeito de uma causa, mostra que não pode ser produzido a partir de si mesmo (porque um efeito é o produto de uma causa), de algo diferente de si mesmo (porque deve haver uma ligação entre causa e efeito), a partir de algo que é o mesmo e diferente de si (porque as duas primeiras opções não são possíveis), ou de algo que não é o mesmo nem diferente de si (porque não existe tal coisa). Para Nagarjuna, a impossibilidade de tal produção é confirmada nos sutras Prajnaparamita pela afirmação de que todos os fenômenos são anutpada ("não produzidos"). O propósito da análise de Nagarjuna é destruir vicalpa ("equívocos") e apontar o caminho para o abandono de todas as visões filosóficas (dristi).
Nagarjuna definiu o vazio em termos da doutrina da pratitia-samutpada ("origem dependente"), que sustenta que as coisas não são auto-surgidas, mas produzidas em dependência de causas e condições. Adotar essa visão permitiu-lhe evitar a acusação de niilismo, que abordou diretamente em seus escritos e que seus seguidores enfrentariam ao longo dos séculos. Nagarjuna emprega a doutrina das duas verdades, paramarta satia ("verdade suprema") e samvriti satia ("verdade convencional"), explicando que tudo o que existe é basicamente vazio de qualquer natureza intrínseca, mas existe convencionalmente. O convencional é o meio necessário para entender o último, e é o último que torna o convencional possível.